# David e Golia
David e Golia (ook bekend als David and Goliath) is een Italiaanse sandalenfilm uit 1960 geregisseerd door Orson Welles, Richard Pottier en Ferdinando Baldi.
De film is losjes gebaseerd op verschillende verhalen uit het Oude Testament, waaronder het verhaal van David en Goliath. Tegenwoordig is de film vooral bekend doordat acteur/coregisseur Orson Welles er een belangrijke rol in speelt.
De Amerikaanse versie van de film bevindt zich in het publiek domein.